# Olma
OLMA, a.s. je česká mlékárenská firma, jejímž výhradním vlastníkem je holding Agrofert. Je třetím největším zpracovatelem mléka v České republice.

## Historie
Mlékárna zahájila provoz jako státní podnik v roce 1970. Do roku 1993 byla jednou z devíti závodů Severomoravských mlékáren NP Ostrava – Martinov. V roce 1994 mlékárna podstoupila privatizaci a stala se akciovou společností OLMA, a.s. Jejím prvním většinovým vlastníkem byla firma Milkagro, vlastnící 51 % akcií mlékárny. V roce 2008 Agrofert odkoupil akcie Milkagra a stal se tak výhradním vlastníkem Olmy.